# 17 avril dans les chemins de fer
17 mars 17 mai
Chronologies thématiques
- Croisades
- Sports
- Disney

Cette page concerne les événements qui se sont déroulés un 17 avril dans les chemins de fer.

## Événements

### XIXesiècle
- 1848, France : Inauguration de la section Neufchâtel-Boulogne-sur-Mer du chemin de fer d'Amiens à Boulogne (compagnie d'Amiens à Boulogne)